# Photinus cuasicongruus
Photinus cuasicongruus is een keversoort uit de familie glimwormen (Lampyridae). De wetenschappelijke naam van de soort is voor het eerst geldig gepubliceerd in 1996 door Caballero.